# Олијена
Олијена (итал. Oliena) је насеље у Италији у округу Нуоро, региону Сардинија.
Према процени из 2011. у насељу је живело 7264 становника. Насеље се налази на надморској висини од 317 м.

## Становништво
Према резултатима пописа становништва 2011. у општини је живело 7.355 становника.
| 1931. | 1936. | 1951. | 1961. | 1971. | 1981. | 1991. | 2001. | 2011. |
| ----- | ----- | ----- | ----- | ----- | ----- | ----- | ----- | ----- |
| 4.914 | 5.316 | 6.030 | 7.008 | 7.033 | 7.279 | 7.724 | 7.604 | 7.355 |